# Kikoka Gaytoni Toni
 Kikoka Gaytoni Toni  (né au Kongo-Central le 4 juin 1949) est un homme politique de la République démocratique du Congo et député national élu de la circonscription de Kimvula dans la province du Kongo-Central

## Biographie
Il est né le 4 juin 1949 à Kilukengo au territoire de Kimvula dans la province de Kongo-Central, en 2011 il est député national jusqu'à 2018 et il a été réélu Député national aux élections présidentielles et législatives du 30 décembre 2018,
Kikoka Toni Gaytoni est magistrat de carrière, il a le grade de 1er Avocat Général près la Cour de Cassation. Il a eu une brillante carrière au sein de la magistrature, il a apporté beaucoup de réformes dans ce secteur de la justice en RDC, toujours proche des justiciables pour la résolution de leurs problèmes. 